# メイトロンステークス (アメリカ合衆国)
メイトロンステークス（Matron Stakes）は、アメリカ合衆国ニューヨーク州のベルモントパーク競馬場で開催されているサラブレッド競馬の競走である。他国の同名競走と区別するために「アメリカメイトロンステークス」と呼ばれることもある。

## 歴史と概要
1892年にモリスパーク競馬場にて創設された競走で、1905年以降はベルモントパーク競馬場に移されている。現在では東海岸地区の2歳牝馬路線における主要競走のひとつとなっているが、創設当初は牡牝混合戦で行われ、一時期は牡馬部門・牝馬部門でそれぞれの同名競走として施行されていた時期もあった。また、創設当初は度々開催が休止された競走でもあり、21世紀に入っても2001年の開催は直近のアメリカ同時多発テロ事件の影響を受けて休止されている。
ブリーダーズカップ・ジュヴェナイルフィリーズ創設後はそこへ向けてのプレップレースとしても機能するようになった。主要な位置にあったことから、1973年にグレード制が導入された当時はG1競走として設定されていたが、2007年にG2、2016年にはG3へと降格している。

## 歴史
- 1892年 - モリスパーク競馬場で創設。創設時の施行距離はダート6ハロン（約1,207メートル）、出走条件は2歳。
- 1895年-1898年 - 開催休止。
- 1902年 - 牡馬部門・牝馬部門に競走を分割。
- 1905年 - 開催地がベルモントパーク競馬場に移設される。
- 1910年 - この年度のみ、ピムリコ競馬場で開催される。
- 1911年-1913年 - ニューヨーク州のパリミュチュエル方式賭博禁止条例に伴い、開催休止。
- 1915年-1922年 - 開催休止。
- 1923年 - 牡馬部門が廃止され、出走条件が2歳牝馬のみに変更される。
- 1960年 - アケダクト競馬場で単年度開催され、翌年は再びベルモントパークで開催される。
- 1962年-1968年 - ベルモントパークの改築に伴い、アケダクト競馬場で開催される。
- 1972年 - 施行条件がダート7ハロン（約1,408メートル）に変更。
- 1974年 - グレード制導入により、G1競走として設定される。
- 1994年 - 施行条件がダート8ハロン（約1,609メートル）に変更。
- 2001年 - アメリカ同時多発テロ事件の影響で休止される。
- 2005年 - 施行条件がダート7ハロンに戻る。
- 2007年 - G2に降格。
- 2010年 - 開催休止。
- 2011年 - 施行条件がダート6ハロンに変更。
- 2016年 - G3に降格。
- 2018年 - 施行条件が芝6ハロンに変更。
- 2022年-2025年（予定） - ベルモントパークの改築に伴い、アケダクト競馬場で開催される。
- 2023年 - ダート6ハロンで施行。

## 近年の勝ち馬
- 2024 Abientot
- 2023 Jody's Pride
- 2022 American Apple
- 2021 Bubble Rock
- 2020 Royal Approval
- 2019 Alms
- 2018 Lonely Road
- 2017 Happy Like a Fool
- 2016 Arella Rockstar
- 2015 Pretty N Cool
- 2014 Paulassilverlining[2]
- 2013 Miss Behaviour
- 2012 Kauai Katie
- 2011 Millionreasonswhy
- 2010 開催休止
- 2009 Awesome Maria
- 2008 Doremifasollatido
- 2007 Proud Spell
- 2006 Meadow Breeze
- 2005 Folklore
- 2004 Sense of Style
- 2003 Marylebone
- 2002 Storm Flag Flying
- 2001 開催休止
- 2000 Raging Fever